# Lillpiteälven
Lillpiteälven är en mindre skogsälv i södra Norrbottens kustland. Längd cirka 90 km och avrinningsområde 618 km², av vilket en ovanligt stor andel, inemot 10%, utgörs av sjöar.
Lillpiteälven rinner upp i Manjärvträsket i den så kallade Markbygden, invid Dubblabergen, vid gränsen till Arvidsjaurs kommun.  Älven passerar grannsjöarna Bastaträsket, Mellanträsket och Stavaträsket innan den rinner åt sydost någon mil genom skogs- och myrmarker. Framme vid stambanan gör älven en tvär krök åt norr mot Kolerträsket och Bänkerträsket, den största sjön i flodområdet (274 m ö.h.). Från Bänkerträsket forsar Lillpiteälven ganska brant ca en halvmil rakt österut till Lyckoträsket (228 m ö.h.) och därifrån ytterligare någon halvmil till Häbbersträsket. Via ytterligare några sjöar kommer älven så småningom fram till Stor-Klockarträsket, där den viker rakt söderut förbi byarna Nedre Grundsel, Svallfors och Nyfors. 
Söder om Åträsket med byn Åträsk tar Lillpiteälven från höger emot sitt största biflöde, Keupån, och rinner sedan huvudsakligen åt ostsydost genom en alltmer bred och bördig dalgång med de stora byarna Lillpite, Sjulnäs och Roknäs. I Lillpite tar älven emot vänsterbiflödet Norrbodbäcken. Slutligen mynnar Lillpiteälven i Svensbyfjärden i Piteälvens vattensystem.